# Grafietreactor

Schema van een Russische RBMK grafietreactor zoals het type van Tjernobyl

Een grafietreactor is een kernreactor waarbij de moderator (neutronenvertrager) grafiet is. Een moderator is een stof die in een kernreactor ervoor zorgt dat de snelle neutronen zodanig worden afgeremd dat ze meer kans maken om deel te nemen aan de kettingreactie. De eerste nucleaire kettingreactie in Chicago was met een grafietreactor. Enrico Fermi geniet de grootste bekendheid voor de ontwikkeling van de eerste kernreactor. Hij stond aan het hoofd van het team dat de eerste kernreactor bouwde, waarin de eerste beheerste nucleaire kettingreactie plaatsvond en was een van de kopstukken van het Manhattanproject.

## Rusland
Sommige oude Russische reactoren zijn grafietreactoren. Ook de reactor van de kernramp van Tsjernobyl was een grafietreactor. Het grafiet speelde een rol in het incident.

## Groot-Brittannië
Veel Britse reactoren zijn van een gasgekoeld type (Magnox of advanced gas-cooled reactor) en deze zijn alle grafietgemodereerd.
Bij de brand in 1957 in een van de atomic piles op het Windscale-complex (deze waren uitsluitend bedoeld voor militaire plutoniumproductie) speelde het grafiet een rol.

## België
BR1 of Belgian Reactor 1 is een luchtgekoelde en grafietgemodereerde kernreactor met een vermogen van 4 megawatt thermisch vermogen. Deze eerste Belgische kernreactor werd op 11 mei 1956 in gebruik gesteld als een proefreactor, met het oog op het uitvoeren van wetenschappelijke experimenten. Hij bevindt zich in het SCK•CEN (afkorting voor Studiecentrum voor kernenergie of Centre d'Étude de l'énergie Nucléaire). Dit is een Belgisch nucleair onderzoekscentrum. Het Studiecentrum voor kernenergie is de naam van de campus in Mol waar zich deze eerste in België gebouwde kernreactor bevindt. Hij wordt veelvuldig gebruikt als neutronenbron voor activeringsanalyses, dosimetrische ijking, neutronenradiografie en referentie reactorexperimenten.